# Washington-on-the-Brazos

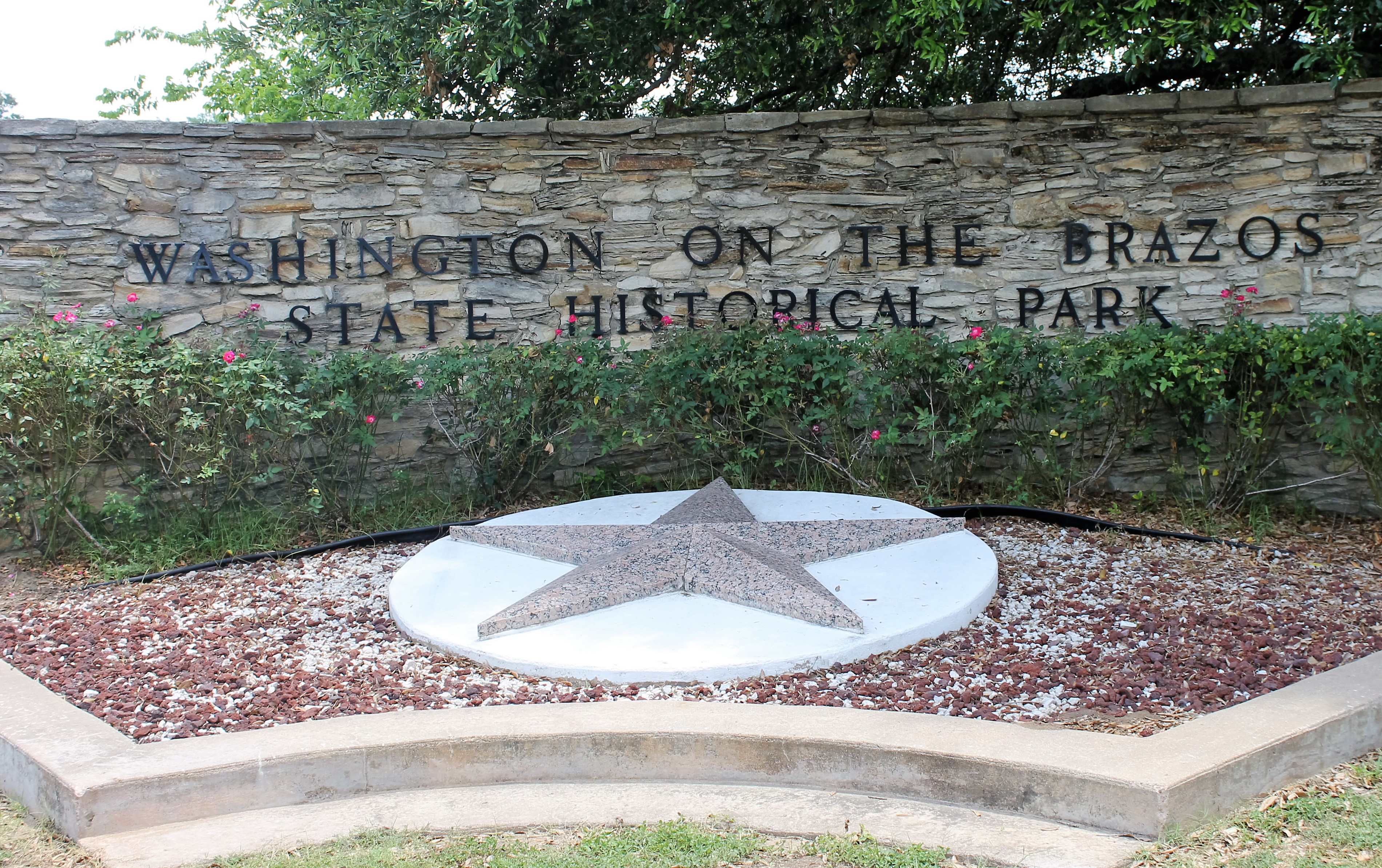
Entrada do Sítio Histórico de Washington-on-the-Brazos

Washington-on-the-Brazos é uma área não incorporada ao longo do Rio Brazos no Condado de Washington, no estado americano do Texas.«Washington, Texas». Geographic Names Information System (em inglês). Serviço Geológico dos Estados Unidos Fundada quando a região ainda fazia parte do México, tendo sido o local da Convenção de 1836, momento no qual foi assinada a Declaração de Independência do Texas. O nome "Washington-on-the-Brazos" foi usado para distinguir de "Washington-on-the-Potomac"—i.e., Washington, D.C.

## História
Fundada por imigrantes do Sul dos Estados Unidos, Washington-on-the-Brazos é conhecido como o "nascedouro do Texas" porque foi ali que, em 1 de março de 1836, delegados texanos de todas as regiões encontraram-se para anunciar formalmente a intenção de se separarem do México e elaborar a Constituição da nova República do Texas. Organizaram um governo interino para funcionar até que uma estrutura governamental definitiva fosse eleita e empossada.
A independência foi declarada em 2 de março de 1836 e a adoção da Constituição foi no dia 16 desse mês. Os delegados trabalharam até o dia seguinte, quando tiveram de fugir da cidade junto com seus habitantes para escapar do avanço do Exército Mexicano. A população retornou após a derrota do Exército mexicano na Batalha de San Jacinto em 21 de abril. Os líderes da comunidade fizeram lobby para tornar a localidade a capital permanente da República do Texas, mas os líderes da república favoreceram Waterloo, mais tarde renomeada Austin.
O Condado de Washington foi estabelecido para legislatura da República do Texas em 1836 e organizou-se em 1837, quando Washington-on-the-Brazos foi designada como sede do condado. Embora a sede do condado tenha sido mudada para Brenham em 1844, a cidade continuou a se desenvolver como centro para o comércio de algodão até meados da década de 1850, por sua localização no Rio Brazos com estrutura portuária para despachar os produtos. O desenvolvimento do transporte ferroviário passou ao largo da cidade e acabou com o comércio fluvial. O sofrimento da Guerra de Secessão causou mais problemas à localidade e já por volta do início do século Washington-on-the-Brazos já estava abandonada.

## Sítio Histórico de Washington-on-the-Brazos
O estado do Texas comprou uma área de 20 ha (50 acres onde se situou a velha localidade em 1916 e construiu uma réplica do edifício no qual os delegados se encontraram. O governo estadual ampliou a área, adquirindo mais terrenos em 1976 e em 1996. Situada entre Brenham e Navasota próximo da Rodovia Estadual 105, o lugar hoje é um sítio histórico com o nome da antiga localidade. It covers 293 acre(s)s (120 ha), com as seguintes atrações: Independence Hall, Barrington Living History Farm e o Star of the Republic Museum, administrada pela faculdade Blinn. O centro de visitantes é gratuito e inclui exibições sobre a Revolução do Texas e as atrações do parque, uma loja de suvenires, um centro de conferências e um centro de educação.

## Galeria

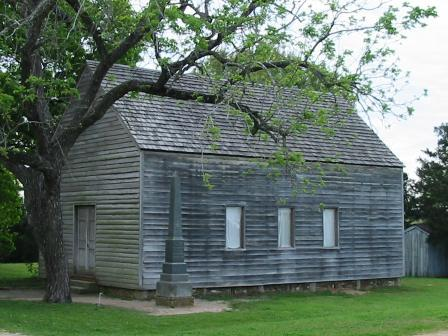
Réplica do edifício no qual os delegados se encontraram em março de 1836
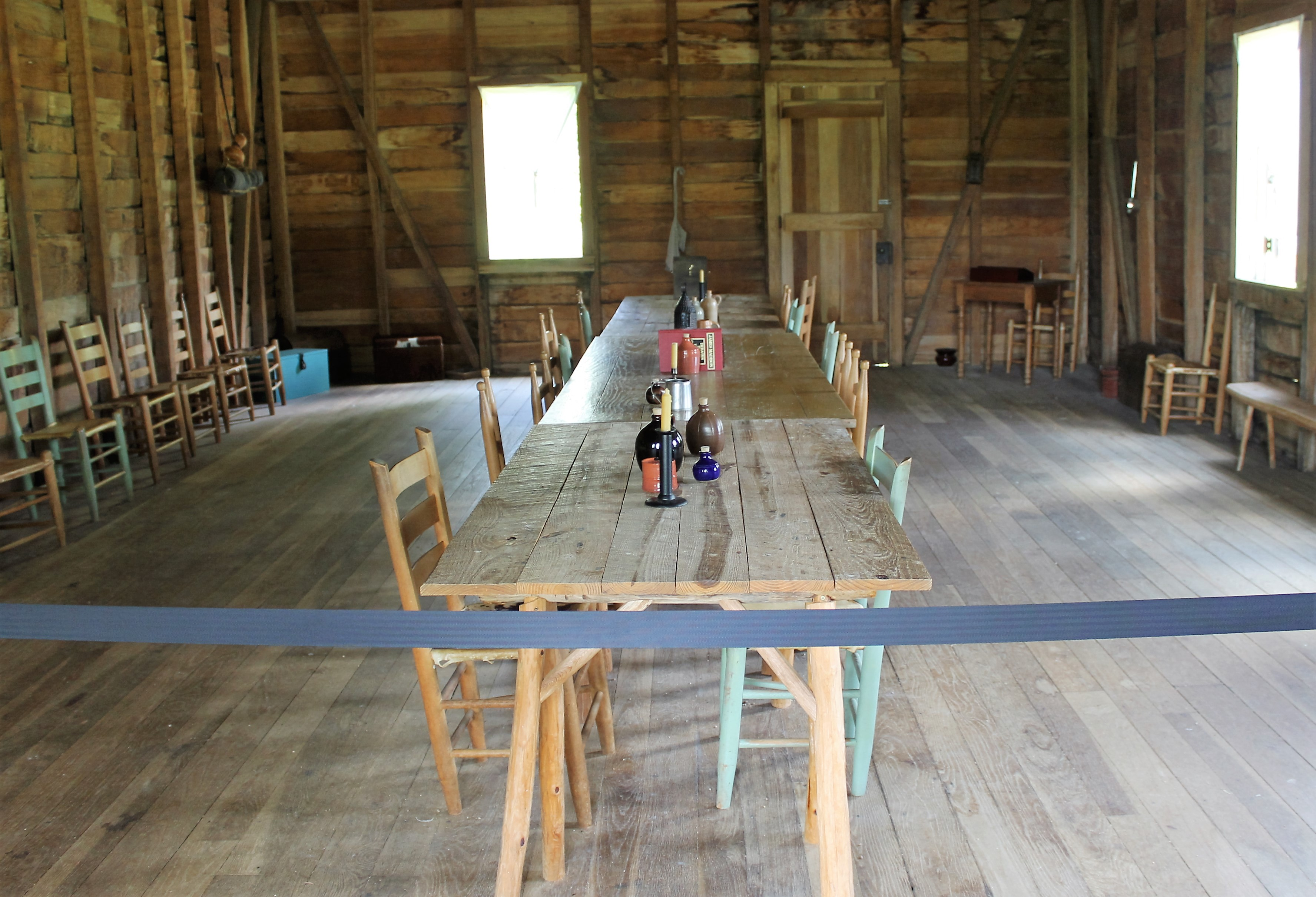
Sala de reunião da réplica do edifício
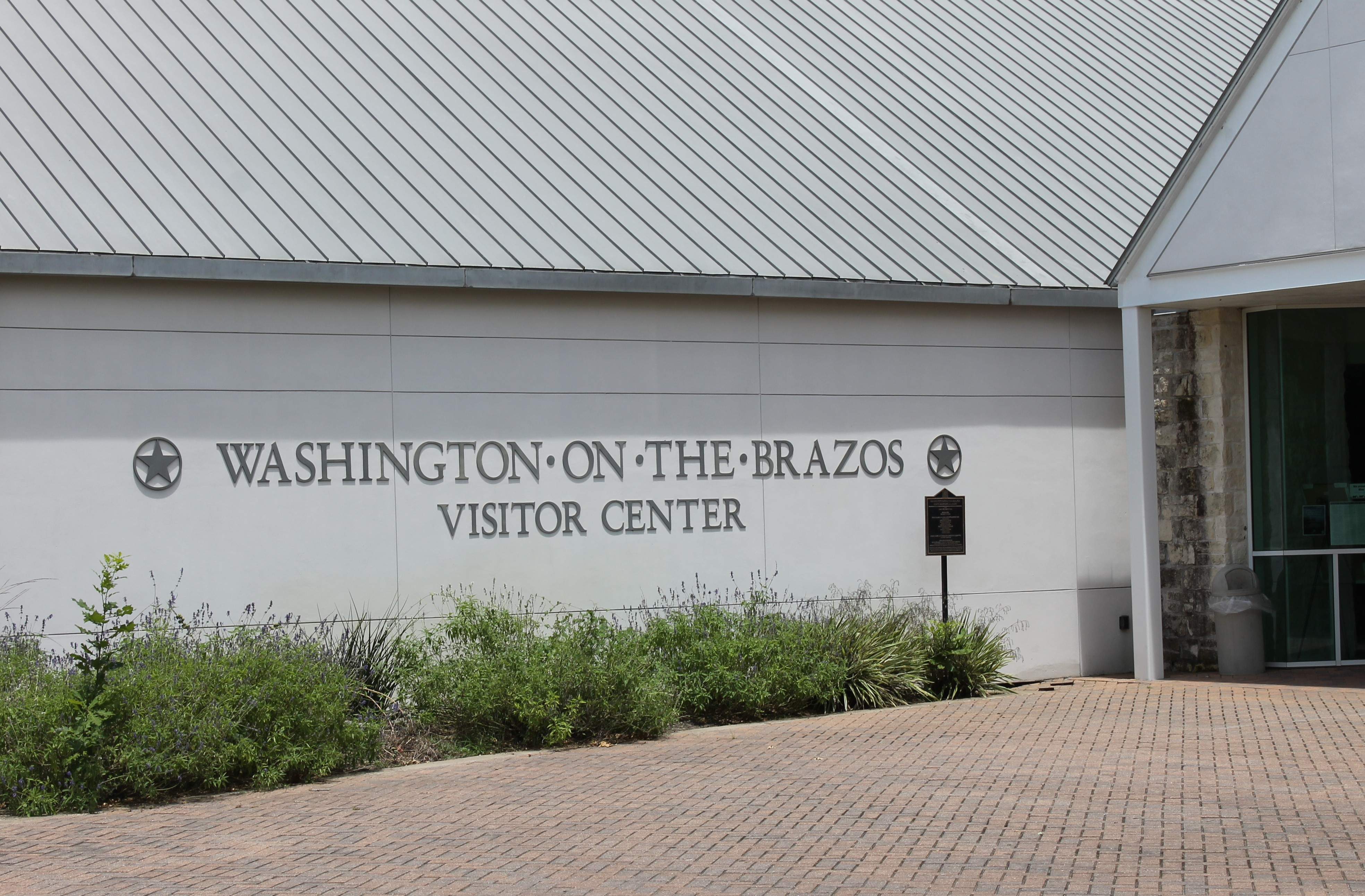
Centro de visitantes
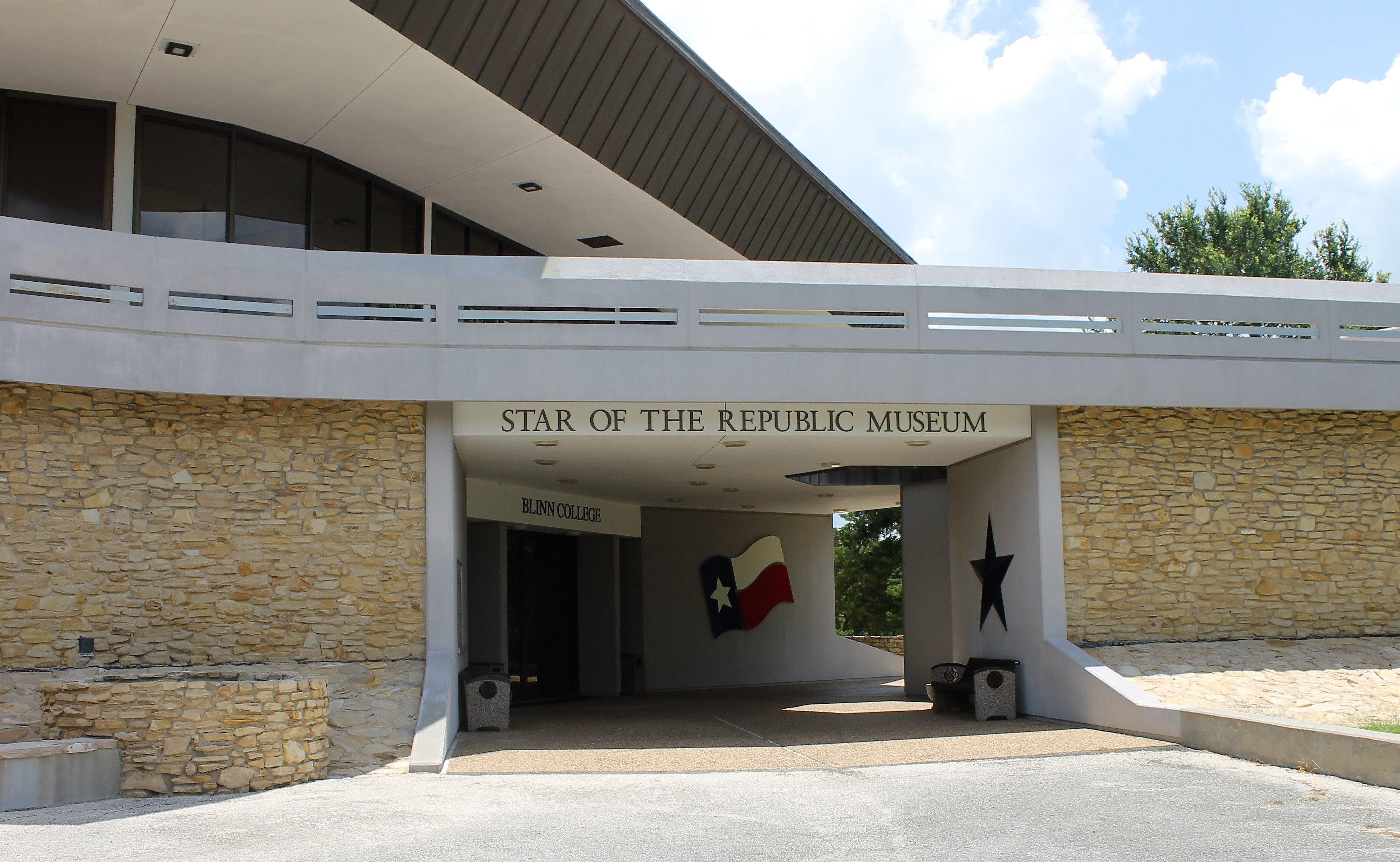
O museu Star of the Republic
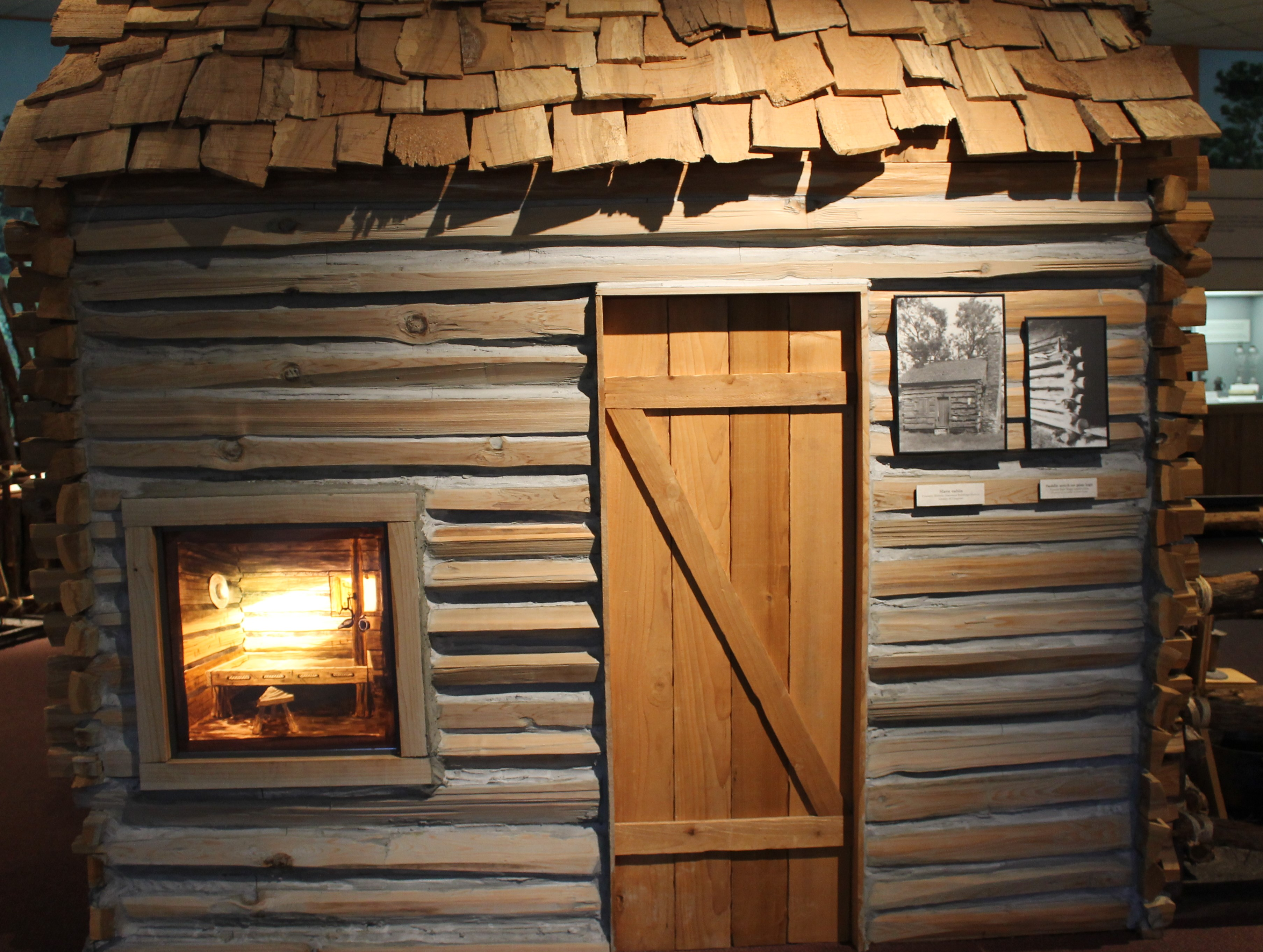
Réplica de cabana fronteiriça
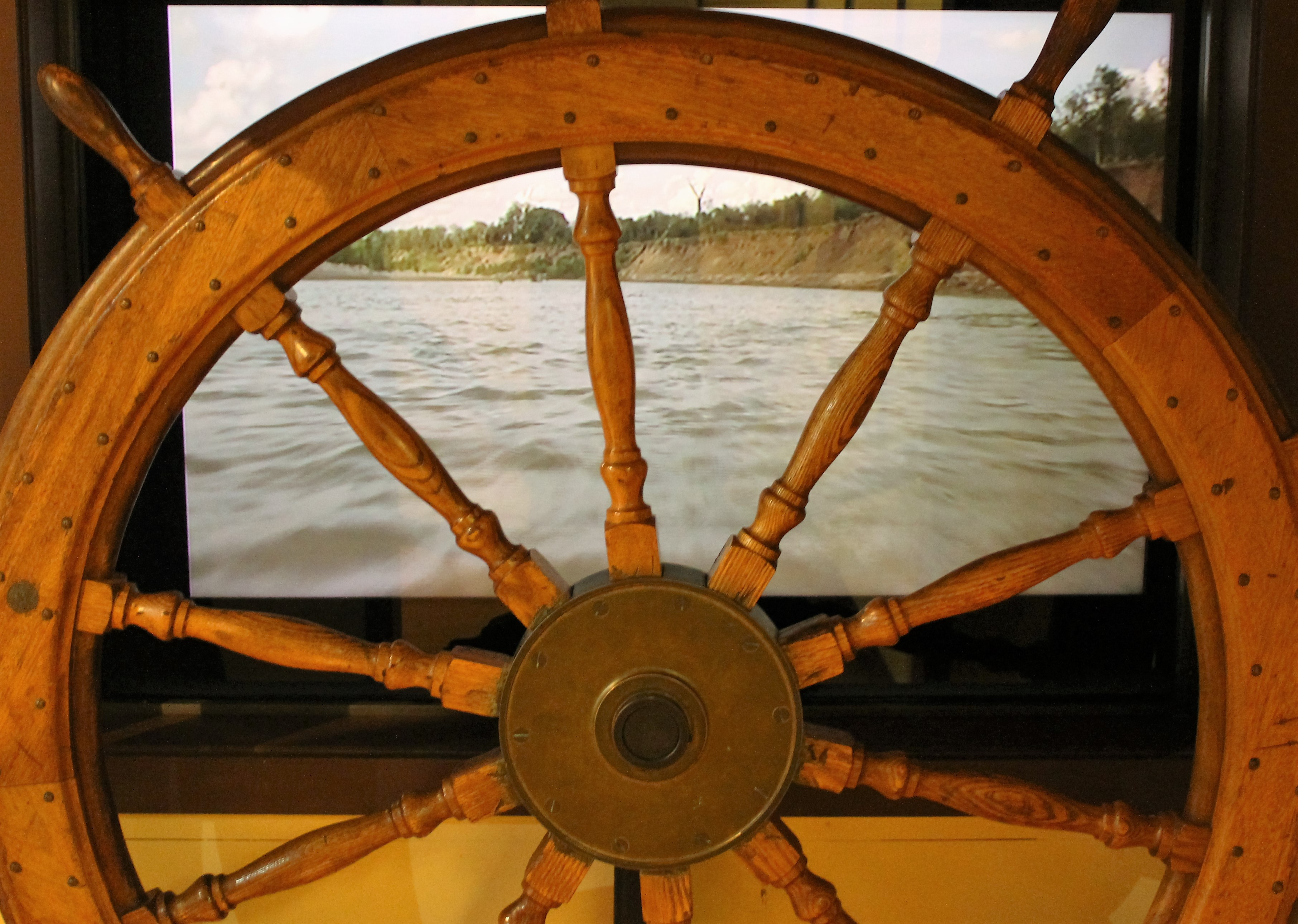
Barco a vapor no Star of the Republic Museum
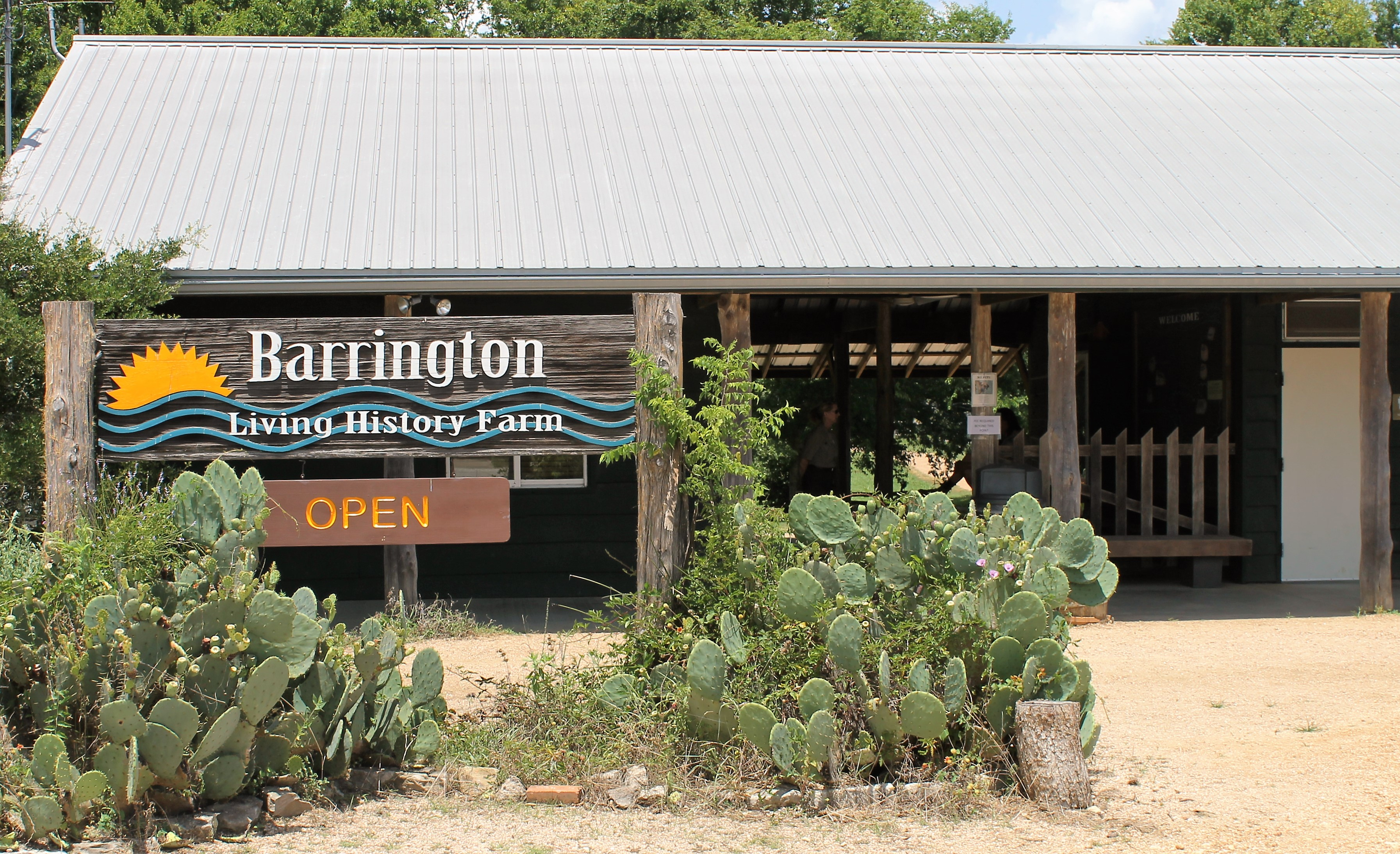
Entrada para o museu a céu aberto de Barrington (Living History Museum)
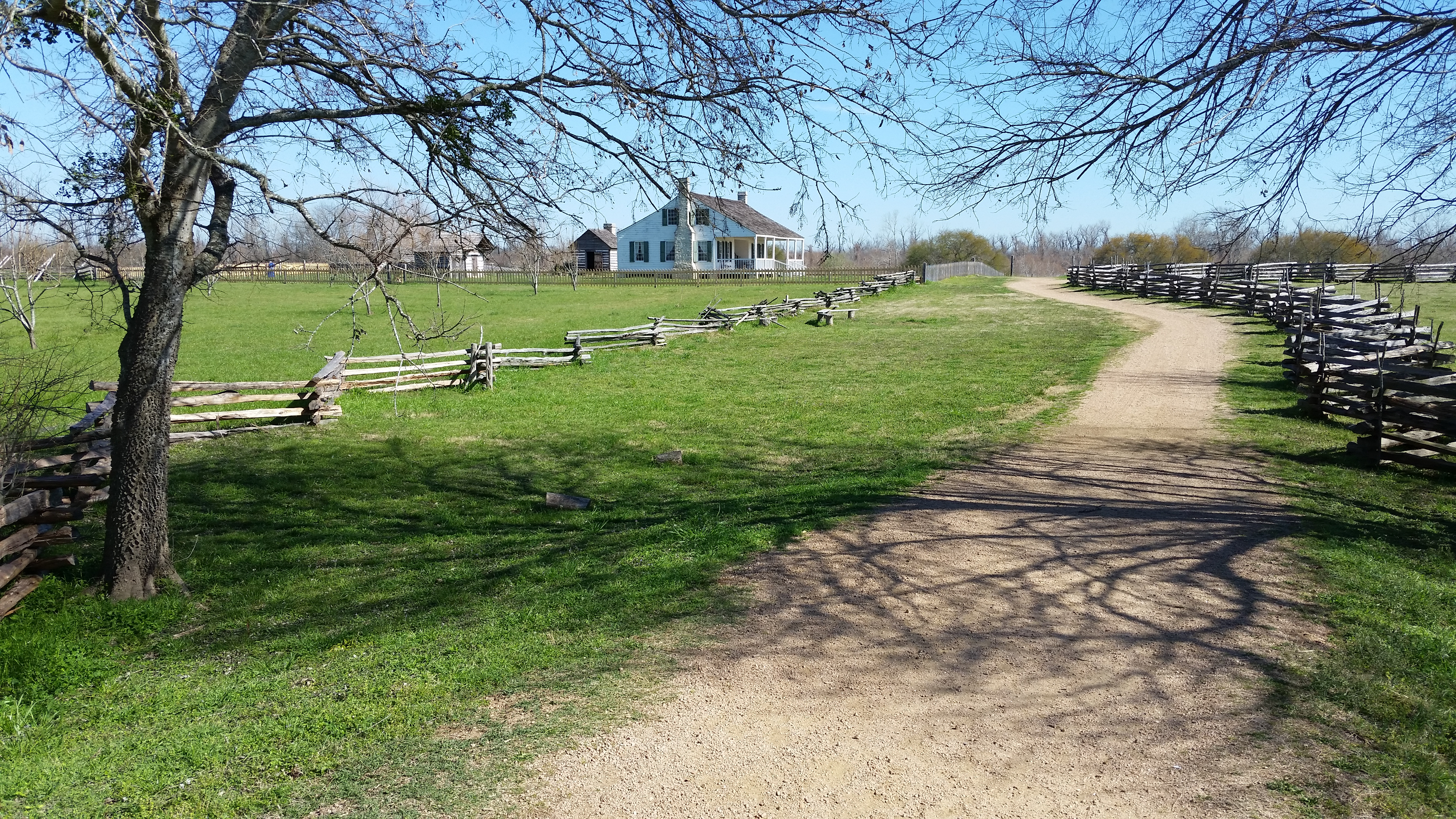
Fazenda Barrington, residência de Anson Jones
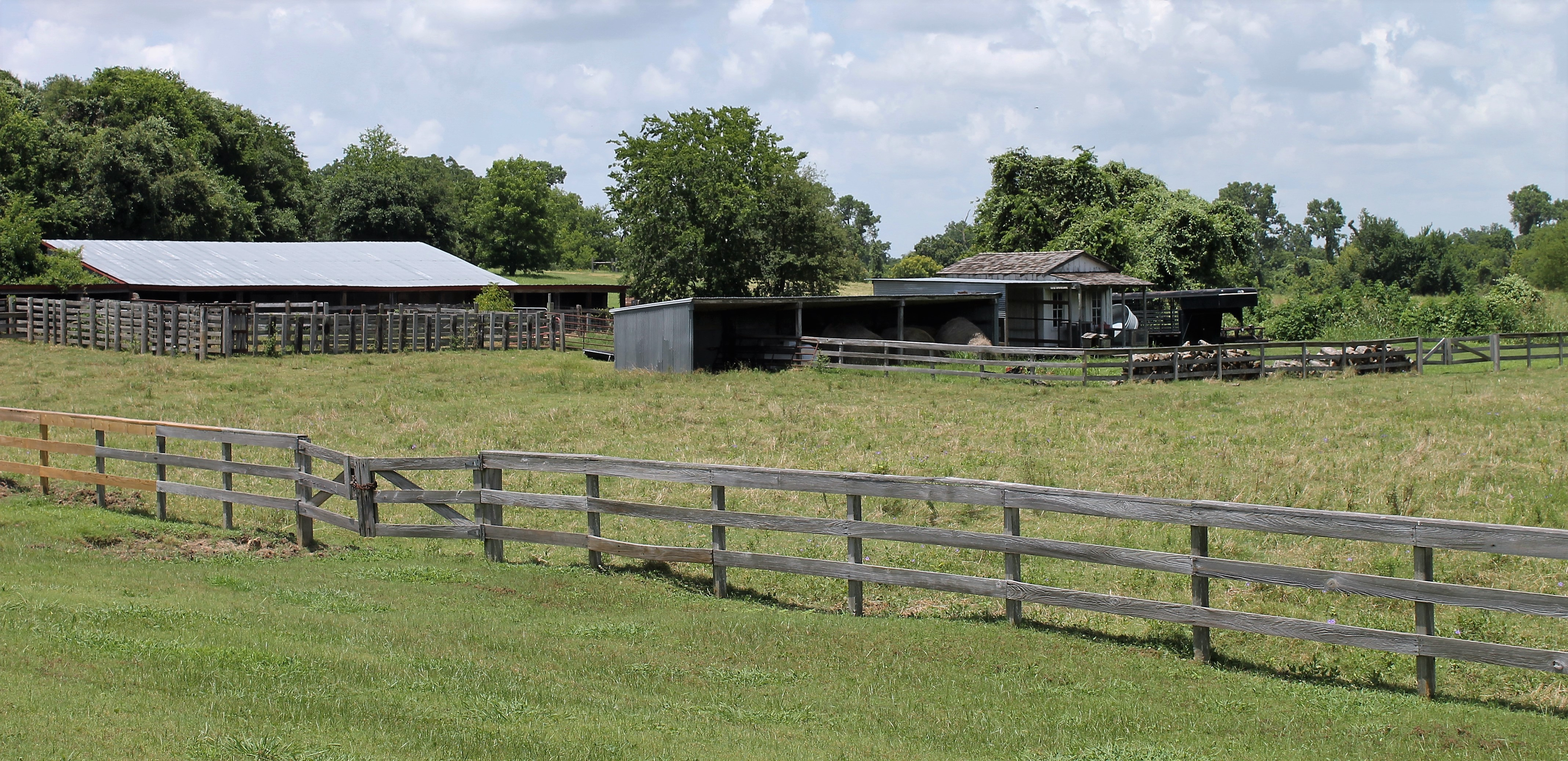
Curral
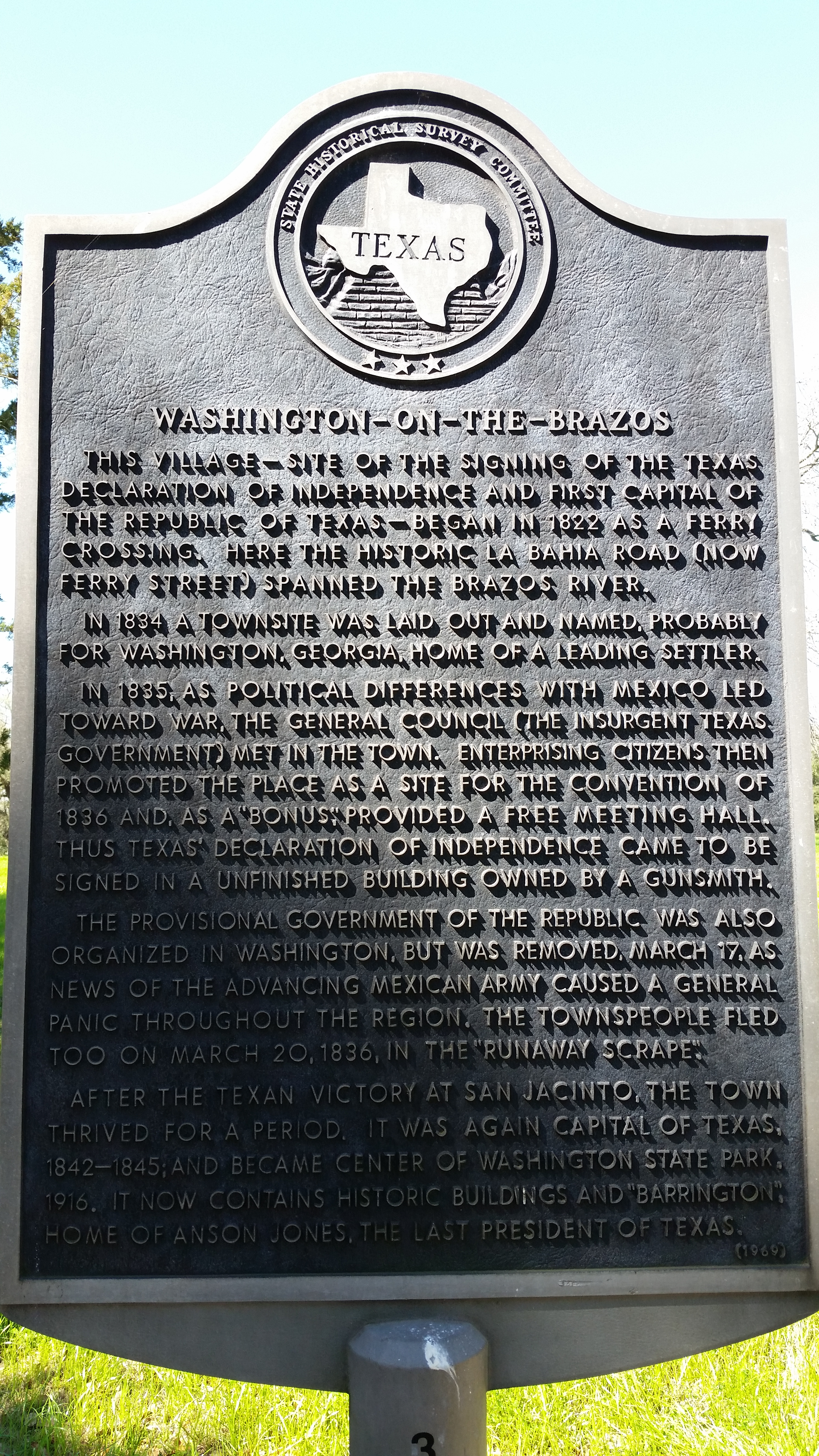
Placa informativa de Washington-on-the-Brazos
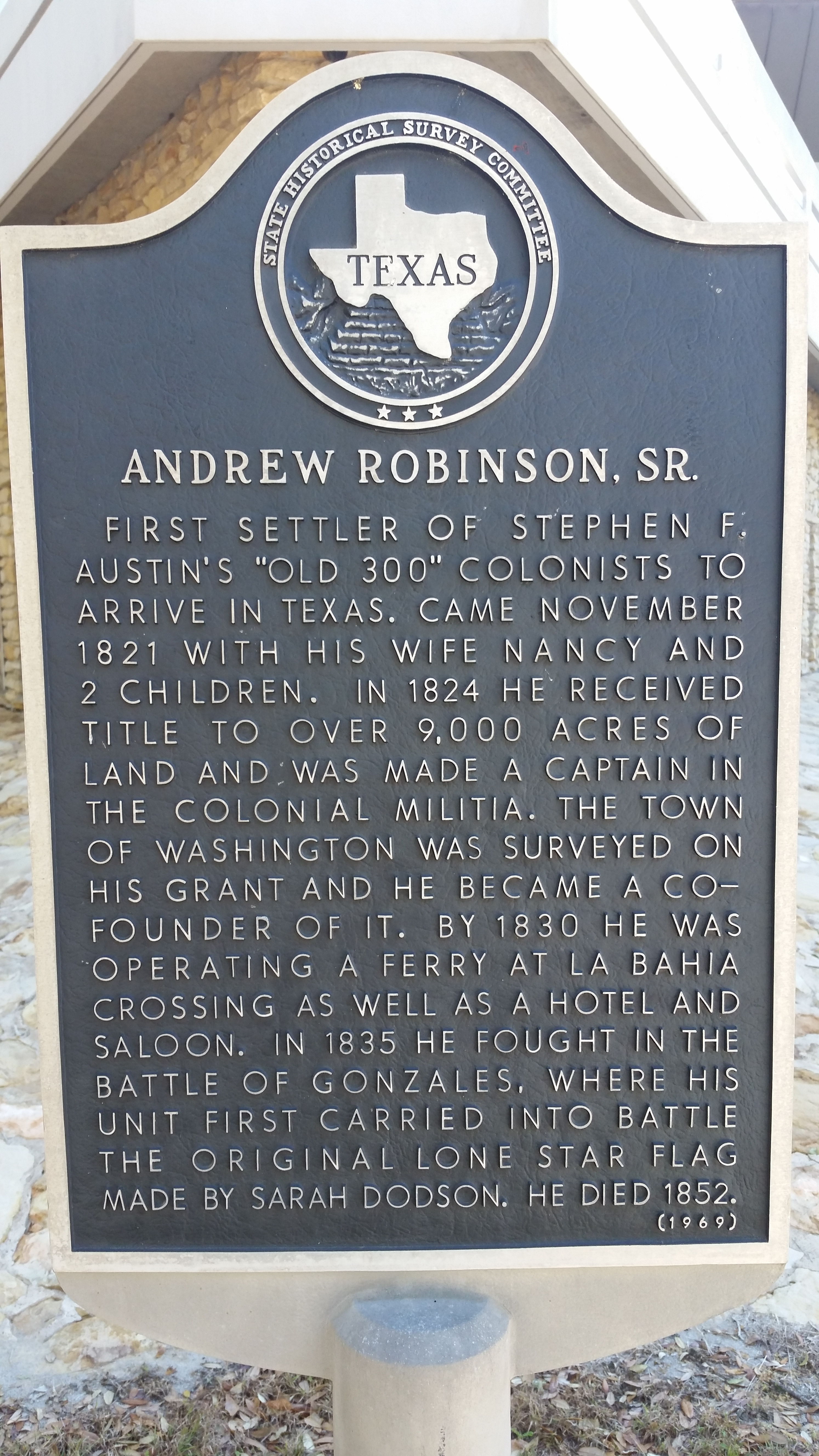
Placa de marcador histórico de Andrew Robinson, Sr.